# Målaren
För andra betydelser, se Målaren (olika betydelser).
Målaren (Pictor på latin) är en stjärnbild synbar enbart på södra stjärnhimlen. Konstellationen är en av de 88 moderna stjärnbilderna som erkänns av den Internationella Astronomiska Unionen.

## Historik
Målaren konstruerades av Nicolas Louis de Lacaille år 1751–1752 vid sina besök på observatoriet i Kapstaden. Ursprungligen kallades stjärnbilden "Le Chevalet et la Palette" - Staffliet och paletten. På senare tid moderniserades stjärnbildens namn till Målaren.

## Stjärnor

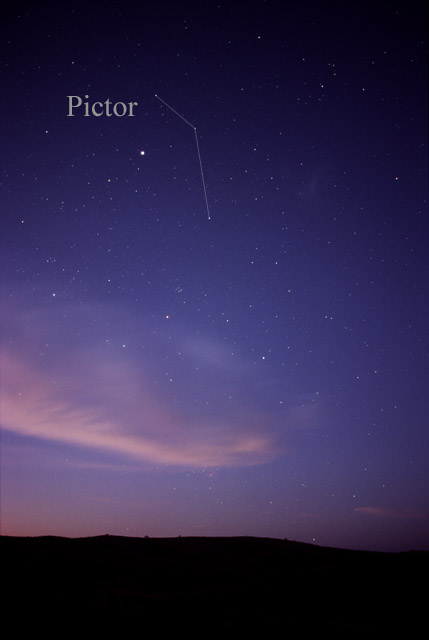
Stjärnbilden Målaren (Pictor) som den kan ses med blotta ögat. Den ljusa stjärnan nära Målaren är Canopus.

- α - Alfa Pictoris är av 3:e magnitud, är en underjätte av A-klass som ligger ca 100 ljusår från Jorden och är ca 35 gånger ljusstarkare än vår sol och ungefär dubbelt så stor.
- β - Beta Pictoris uppvisar ett överskott av infraröd strålning jämfört med normala stjärnor i dess klass och detaljerade observationer har avslöjat en stor skiva runt stjärnan som tros vara en protoplanetär skiva. Detta antyder närvaron av ett massivt objekt, möjligtvis en brun dvärg eller en planet, som kretsar runt stjärnan och orsakar förvrängningen i skivan. Förekomsten av ett sådant objekt har dock inte bekräftats.[3] Nyligen har man upptäckt att skivans yttre regioner är förvridna vilket antyder existensen av åtminstone två stora kretsande exoplaneter.
- Kapteyns stjärna De flesta av stjärnorna i Målarens stjärnbild kretsar åt samma håll men Kapteyns stjärna är ett undantag. Stjärnan upptäcktes av Jacobus Kapteyn år 1897[4] och anses vara speciell då den rör sig i motsatt riktning mot alla stjärnor i solens grannskap. Den färdas snabbt över himlavalvet och tillryggalägger en måndiameter på ca 200 år vilket är den näst största faktiska rörelsen hos någon stjärna.[5]
- Dunlop 21 är ett stjärnpar av 5:e och 6:e magnitud.

## Djuprymdsobjekt
Målaren har inte några stjärnhopar eller nebulosor.

### Galaxer
- NGC 1705 är en  linsformad galax av magnitud 12,8.
- NGC 1803 är en  stavgalax av magnitud 13,4.